# Euptychia maniola
Euptychia maniola är en fjärilsart som beskrevs av Vladimir Nabokov 1942. Euptychia maniola ingår i släktet Euptychia och familjen praktfjärilar. Inga underarter finns listade i Catalogue of Life.